# Кандыба, Сергей Михайлович
Серге́й Миха́йлович Канды́ба (укр. Сергій Михайлович Кандиба; 20 июля 1978, Кривой Рог — 2 мая 2022, Мариуполь) — украинский военнослужащий, подполковник, участник российско-украинской войны. Герой Украины (2025, посмертно).

## Биография
Сергей Кандыба родился 20 июля 1978 года в городе Кривой Рог. Окончил Криворожский автотранспортный техникум по специальности «техническое обслуживание и ремонт автомобилей и двигателей», а в 2005 году — Государственный институт подготовки и переподготовки кадров промышленности в Днепропетровске по специальности «технология машиностроения».
Проходил срочную службу в 354-м учебном механизированном полку Сухопутных войск Вооружённых сил Украины в 1998—1999 годах. С 2002 года служил в 21-й отдельной бригаде охраны общественного порядка имени Петра Калнышевского Национальной гвардии Украины.
С 2014 года принимал участие в АТО и ООС на востоке Украины.
С началом полномасштабного вторжения России в Украину 24 февраля 2022 года участвовал в обороне Мариуполя, где получил ранение. Занимал должность заместителя командира батальона по вооружению и технике.
Погиб Сергей Кандыба 2 мая 2022 года, когда группа под его командованием, переходя под огнём противника на территорию завода «Азовсталь», попала под артиллерийский обстрел.

## Награды
- Звание «Герой Украины» с вручением ордена «Золотая Звезда» (26 февраля 2025, посмертно) — за личное мужество и героизм, проявленные в защите государственного суверенитета и территориальной целостности Украины, верность военной присяге[3].